# رولز-رویس ۲۰/۲۵
رولز-رویس ۲۰/۲۵ (Rolls-Royce 20/25) خودرویی است که در سال‌های ۱۹۲۹ تا ۱۹۳۶ تولید شده‌است. طول آن در حالت طبیعی ۴٫۵۷ متر (۱۷۹٫۹ اینچ) است.
موتور آن ۳۶۹۹ سی‌سی سیستم جعبه‌دندهٔ آن ۴ دنده به صورت دستی است.

## نگارخانه

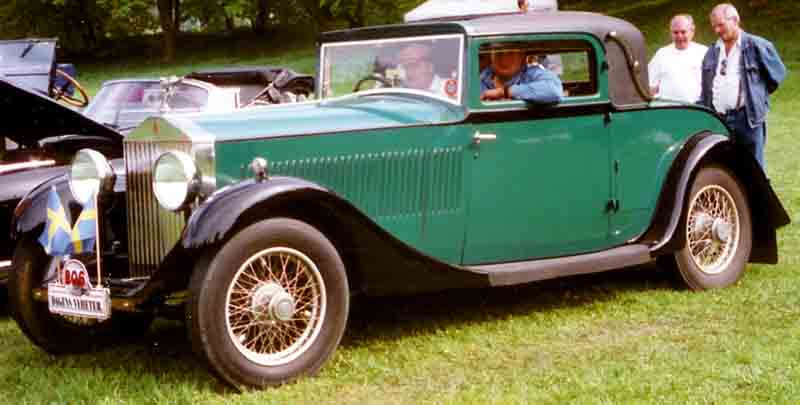
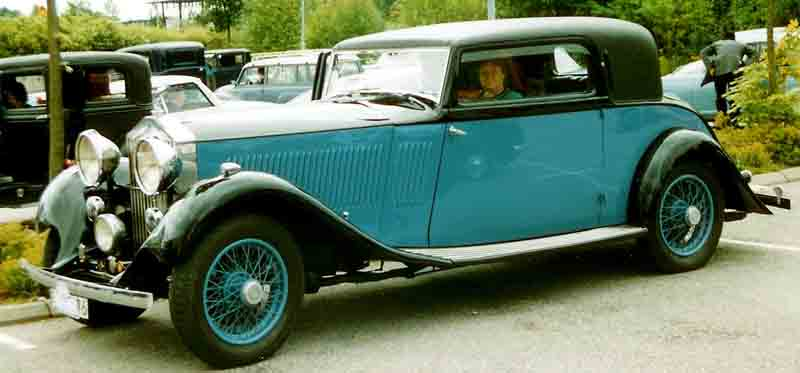
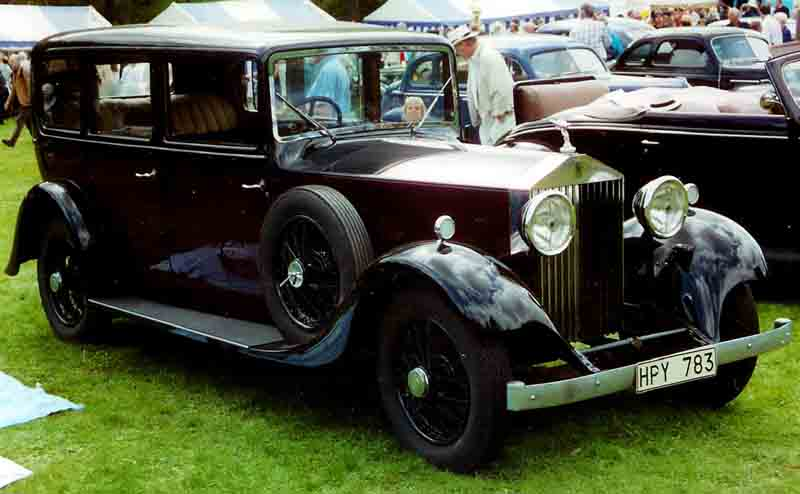
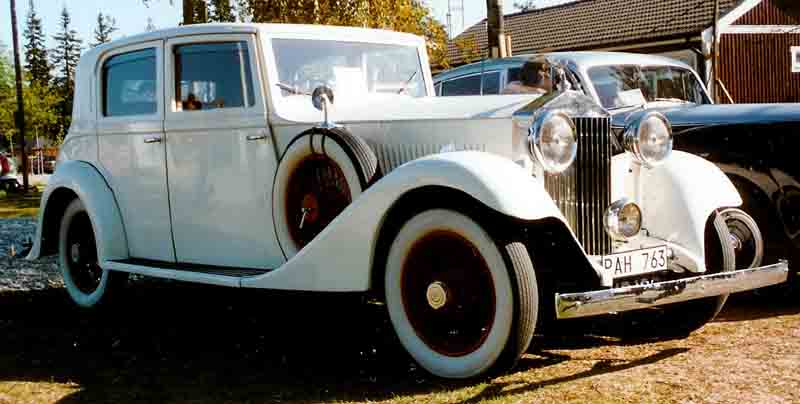
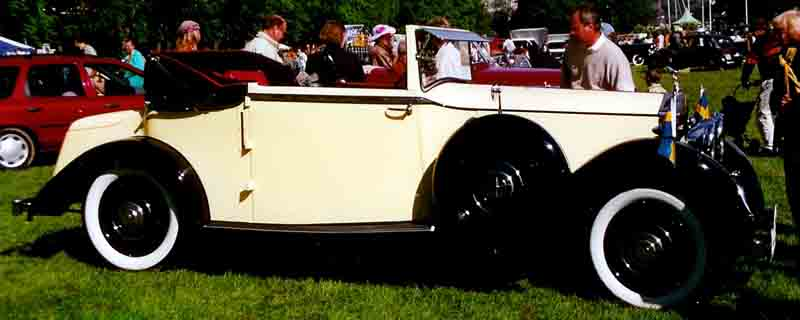
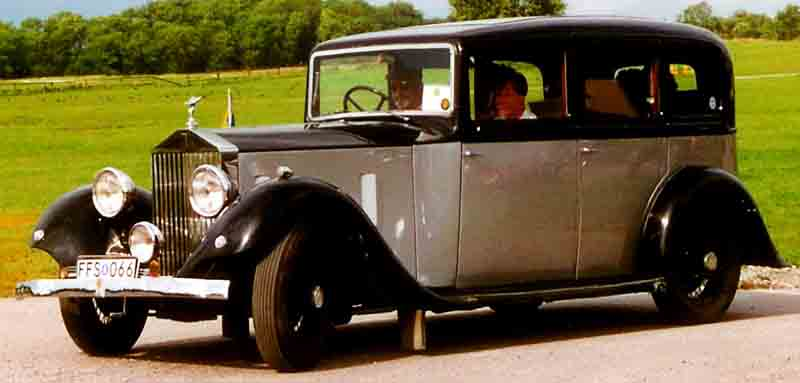
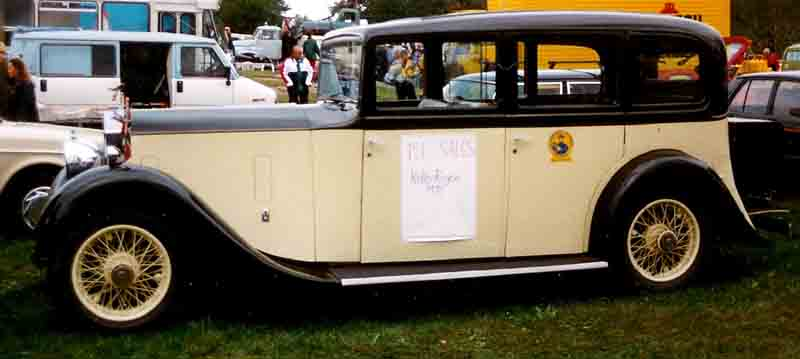